# Schwarzer Adler Eibach (Nürnberg)

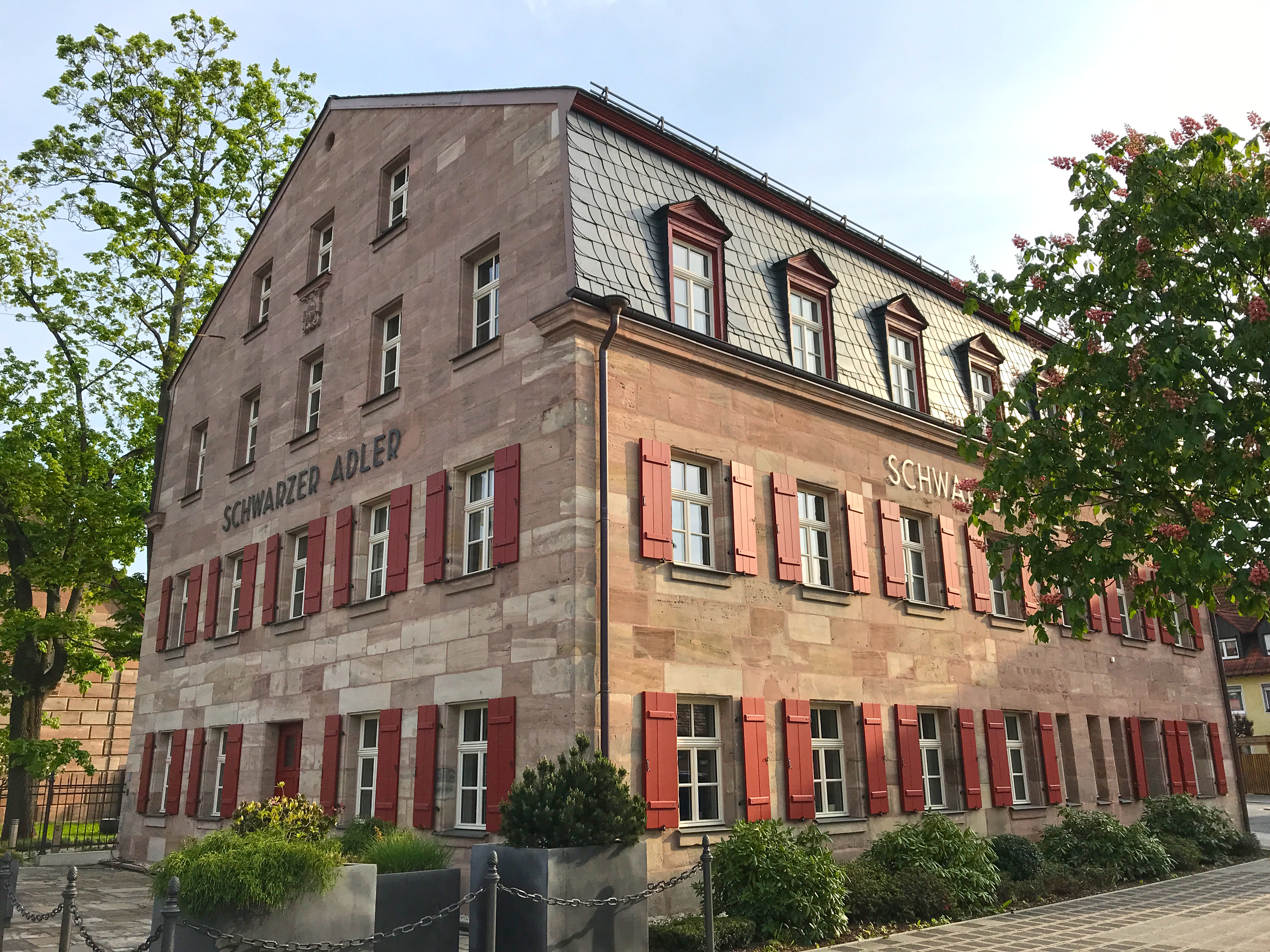
Schwarzer Adler 2019

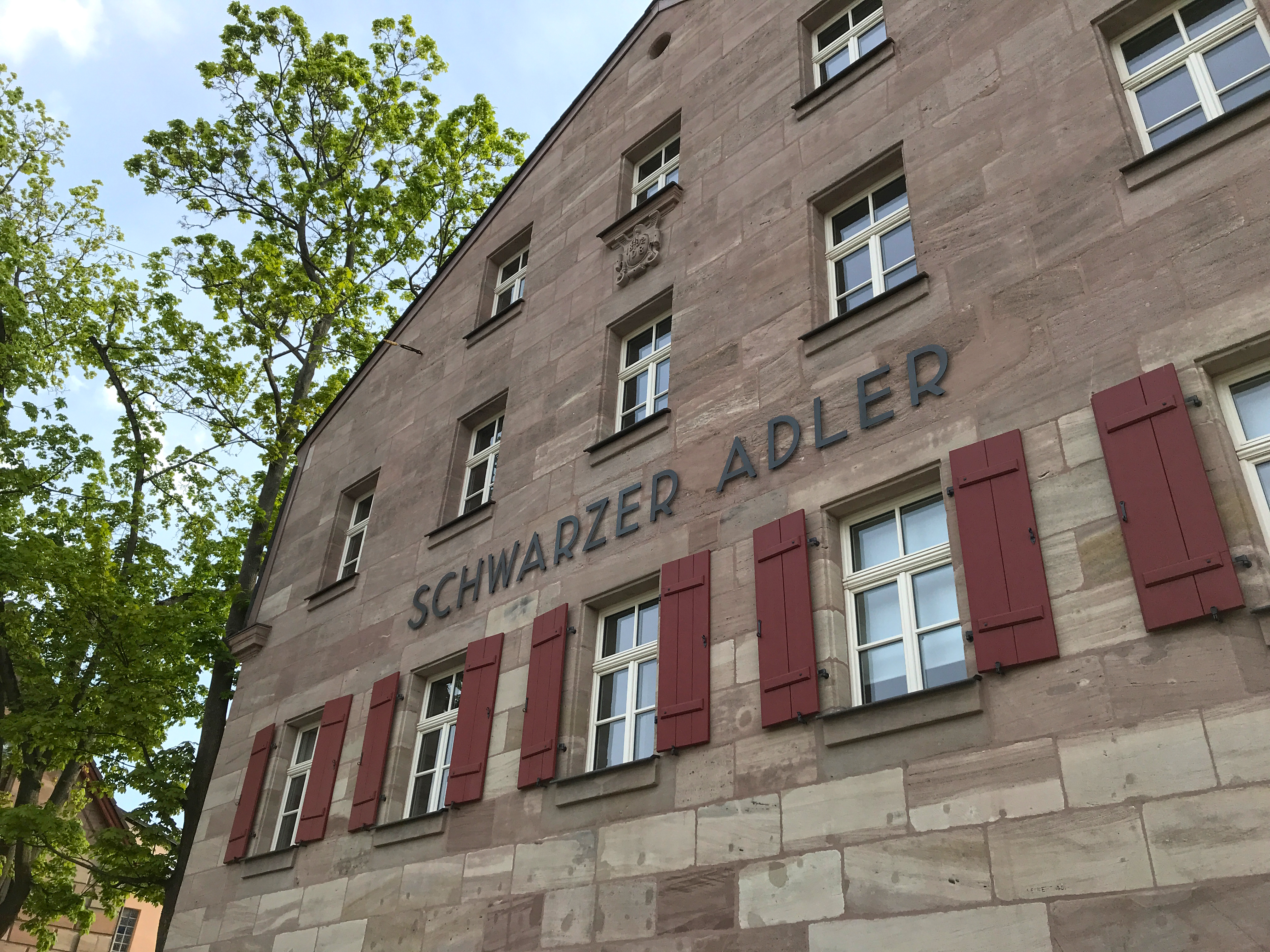
Schwarzer Adler Schrift 2019

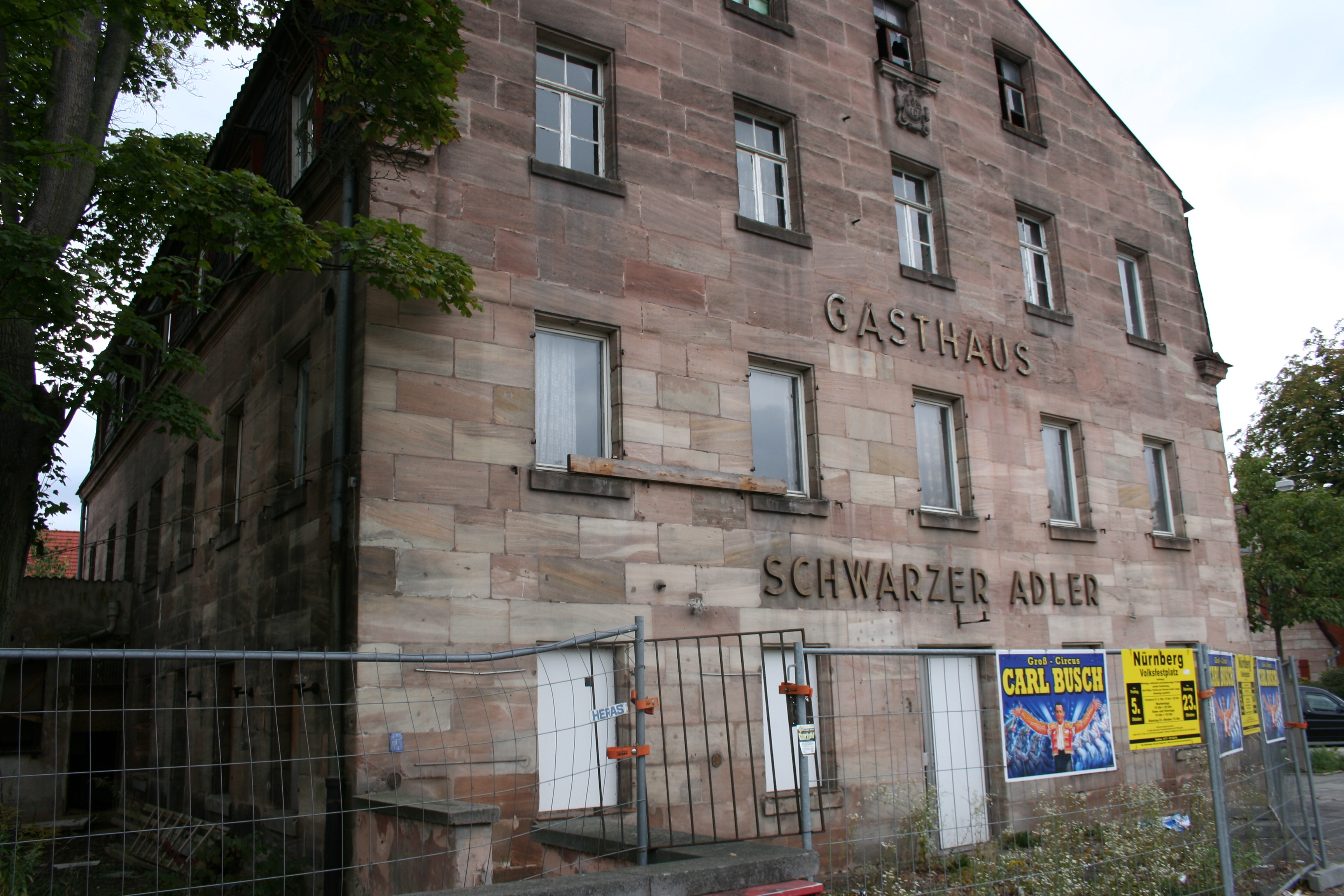
Schwarzer Adler Frontansicht aus dem Jahr 2012

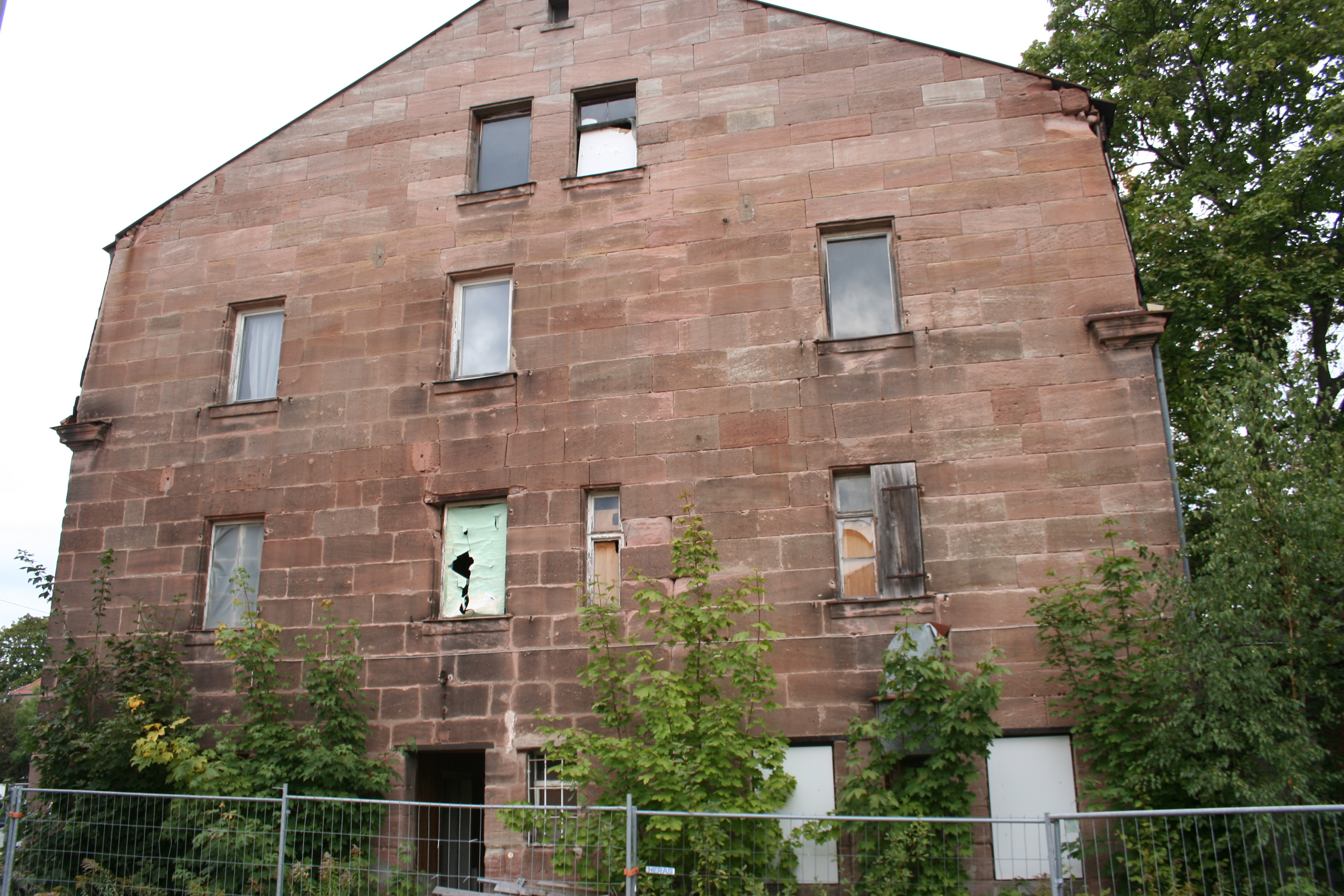
Schwarzer Adler Rückansicht aus dem Jahr 2012

Der Schwarze Adler ist ein historisches Gebäude im Zentrum von Eibach, seit 1922 nach Nürnberg eingemeindet.
Früher Gasthaus, ist er heute ein Bürogebäude. 

## Geschichte
- 1650 wurde der Schwarze Adler zweigeschossig errichtet.
- 1877 wurde er nach hinten und 1892 um zwei weitere Stockwerke nach oben erweitert.
- Bis 1997 war er Gasthaus und Pension mit anschließendem Biergarten. Danach stand er bis Baubeginn 2014 leer und verfiel.
- 2017 wurde er als Bürogebäude neu eröffnet.

Er gilt als eines der ältesten Gasthäuser außerhalb der Nürnberger Altstadt.

## Auszeichnungen
- 1. März 2019: Denkmalprämierung des Bezirks Mittelfranken[1]
- 29. Mai 2019: Denkmalschutzmedaille des Bayerischen Staatsministeriums für Wissenschaft und Kunst[2]

## Dendrochronologische Untersuchung
Sondierungsbericht Teilbereiche Fassade und Innenräume von Johann Geitner. Zur weiteren Klärung der Baugeschichte wurde die bereits vorhandene dendrochronologische Untersuchung erweitert.

### 1649/50 Kernbau
Zunächst wurde ein traufständiges Gebäude entlang der jetzigen Eibacher Hauptstraße erstellt. Es besaß bereits zwei Vollgeschosse und wurde im Erdgeschoss durch einen Mittelflur senkrecht zur Firstrichtung erschlossen. Vermutlich befand sich in diesem Gang auch die originale, wohl einläufige Treppe. Ein Wechsel in der Deckenbalkenlage südlich des Flures lässt auf eine Feuerstelle schließen. Im Dachgeschoss wurden an der Südseite die Stichbalken eines früheren Walmdaches freigelegt. Im Westen befinden sich an drei Zerrbalken die Zapfenlöcher der Sparrenlage. Die Sandsteinfassade am Kernbau stammt vermutlich aus der Erbauungszeit.

### 1876/77 Erweiterung
Der Grundriss wurde, nicht zuletzt durch die geänderte Erschließung, stark verändert. Die derzeit bestehende Treppe wurde wohl 1876 mit der Erweiterung im oberen Geschoss errichtet. Die Umfassungswände der Erweiterung wurden wie der Bestand aus Sandstein erstellt, in der Nordwestecke stand ein gemauerter Kamin.
Im Dachgeschoss sieht man ebenfalls die Deckenbalken der Erweiterung unter der Ziegelmauerwand im Süden enden. Die originale Dachkonstruktion, vermutlich ein Satteldach, das in den Hauptdachstuhl einmündete, ist nicht mehr erkennbar. Im Erdgeschoss der Erweiterung ist eine Stallnutzung mit flach gewölbten Tonnendecken (auf Eisenträgern) für den nördlichen Bereich angegeben. Dieser Bereich wurde durch moderne Trennwände dreifach unterteilt und zuletzt für eine Waschküche, Kühlkammer und Sanitärräume genutzt.

### 1890/92 Folgebau
Mit dem Bauantrag von 1890/92 wurde der bisherige, L-förmige Bau zu einem Rechteck geschlossen. Der vorhandene Mauerwerksbau wurde an den Längsseiten mit rötlichen Sandsteinen, mit einem Kniestock mit steinernem Traufprofil erhöht bzw. im Süd-Westen neu angebaut. Die Giebel wurden neu aufgebaut. Über der gesamten Baufläche wurde ein Mansard-/Satteldach neu errichtet. Bei dieser Maßnahme wurden auch die Fenster am gesamten Gebäude erneuert und das Erscheinungsbild der Nordfassade (Fritz-Weidner-Straße) durch diese architektonischen Gliederungselemente grundlegend geändert.
Es wurden acht Bohrkerne (Nr. 12 bis 19) dendrochronologisch ausgewertet. Es konnten eine Fichte und sieben Kiefern bestimmt werden. Fünf Kiefern aus zwei Bauphasen (1649/50 und 1890/91/92) konnten eindeutig datiert werden. Zwei Kiefern (Nr. 16 und 17) aus einer Bauphase dazwischen konnten zwar gemittelt, aber nicht eindeutig datiert werden. Die Probe Nr. 5 aus dieser Bauphase datiert 1876/77 und es spricht nichts dagegen, dass die beiden Kiefern zeitnah dazu datieren könnten. Die Probe Nr. 5 konnte sowohl von Hans Tisje, als auch von der Uni Bamberg einzeln mit Winterwaldkante 1876/77 datiert werden.
Das im Internet mehrfach veröffentlichte „Dendrodatum 1616“ konnte nicht bestätigt werden und stellt sich als Folge einer Veröffentlichung einer „möglichen Datierung“ der Probe Nr. 4 von Hans Tisje am 12. Juli 1997, die bereits kurz darauf am 17. Juli 1997 als Datierung „Winter 1649/50“ von Tisje korrigiert wurde.